# King's Disease II
Albums de Nas
King's Disease
(2020) Magic
(2021)
King's Disease II est le treizième album studio du rappeur américain Nas, sorti en 2021.
Comme son prédécesseur King's Disease sorti un an plus tôt, cet album est majoritairement produit par Hit-Boy.

## Historique
L'album est annoncé par le rappeur le 29 juillet 2021, très peu de temps avant sa sortie. Il dévoile en même temps le titre et la pochette,. La liste des titres est révélée début août 2021. L'album contient notamment une collaboration avec Eminem, une grande première. L'album contient également des participations d'EPMD, A Boogie wit da Hoodie, YG ou encore Charlie Wilson. Nas retrouve par ailleurs Lauryn Hill, avec laquelle il avait enregistré le titre If I Ruled the World (Imagine That) sorti en 1996.
Le premier single extrait de l'album est Rare.

## Liste des titres
| 1.    | The Pressure                                 | - Nasir Jones - Chauncey Hollis                                    | Hit-Boy           | 3:07 |
| 2.    | Death Row East                               | - Jones - Hollis                                                   | Hit-Boy           | 3:20 |
| 3.    | 40 Side                                      | - Jones - Hollis                                                   | Hit-Boy           | 2:40 |
| 4.    | EPMD 2 (featuring Eminem & EPMD)             | - Jones - Marshall Mathers - Erick Sermon - Parrish Smith - Hollis | Hit-Boy, Big Ax-D | 3:34 |
| 5.    | Rare                                         | - Jones - Hollis                                                   | Hit-Boy           | 3:26 |
| 6.    | YKTV (featuring A Boogie wit da Hoodie & YG) | - Jones - Artist Dubose - Keenon Jackson - Hollis                  | Hit-Boy           | 3:23 |
| 7.    | Store Run                                    | - Jones - Hollis                                                   | Hit-Boy           | 3:19 |
| 8.    | Moments                                      | - Jones - Hollis                                                   | Hit-Boy           | 4:11 |
| 9.    | Nobody (featuring Lauryn Hill)               | - Jones - Hill - Hollis                                            | Hit-Boy           | 4:42 |
| 10.   | No Phony Love (featuring Charlie Wilson)     | - Jones - Wilson - Hollis                                          | Hit-Boy           | 3:05 |
| 11.   | Brunch on Sundays (featuring Blxst (en))     | - Jones - Blxst - Matthew Burdette - Hollis                        | Hit-Boy           | 3:51 |
| 12.   | Count Me In                                  | - Jones - Hollis                                                   | Hit-Boy           | 3:17 |
| 13.   | Composure (featuring Hit-Boy)                | - Jones - Hollis                                                   | Hit-Boy           | 3:23 |
| 14.   | My Bible                                     | - Jones - Hollis                                                   | Hit-Boy           | 3:48 |
| 15.   | Nas Is Good                                  | - Jones - Hollis                                                   | Hit-Boy           | 2:19 |
| 51:32 |                                              |                                                                    |                   |      |